# 카르카스
카르카스(Carcass)는 잉글랜드의 그라인드코어, 데스 메탈 밴드이다. 1985년에 결성되었으며 1995년에 해체하였다가 2007년 건강 상의 이유로 빠진 켄 오언을 제외한 원년 멤버들이 다시 모여 재결합했다.
카르카스는 그라인드코어의 개척자로 여겨진다. 또한 그들의 초기 작품은 병과 관련된 가사와 소름끼치는 음반 커버 사진 때문에 스플래터 데스 메탈 하드고어, 고어그라인드 작품으로 알려져 있다. 또한 그들은 1993년의 음반 《Heartwork》로 멜로딕 데스 메탈의 선구자 중 하나가 되었다.

## 밴드 구성원

### 현재 구성원
- 제프 워커 – 리드 보컬, 베이스 기타 (1985–1995, 2007–현재)
- 빌 스티어 – 리드 기타, 보컬 (1985–1995, 2007–현재)
- 대니얼 와일딩 – 드럼 (2012–현재)
- 벤 애쉬 – 기타 (2013–현재)

### 이전 구성원
- 샌지브 – 보컬 (1986–1987)
- 카를로 레가다스 – 기타 (1994-1995)
- 켄 오언 – 드럼 (1985–1995), 보컬 (1985-1990, 2013년 'Surgical Steel'의 게스트 보컬, 2008, 2009, 2010, 2013의 라이브 게스트)
- 마이클 아모트 – 기타 (1990–1993, 2007–2012)
- 다니엘 엘란손 – 드럼 (2007–2012)

### 세션
- 마이크 하이키 - 기타 (1993–1994)

## 음반
- Reek of Putrefaction (1988)
- Symphonies of Sickness (1989)
- Necroticism – Descanting the Insalubrious (1991)
- Heartwork (1993)
- Swansong (1996)
- Surgical Steel (2013)